# Казарка гавайська
Казарка гавайська (Branta sandvicensis) — вид гусеподібних птахів. Ендемік Гавайських островів.

## Поширення
Історично вид траплявся на всіх головних островах Гавайського архіпелагу. Однак населення птаха скоротилося через втрату та зміну середовища проживання, полювання та хижацтво інтродукованих хижаків, і до 1951 року залишилося лише близько 30 диких особин на острові Гаваї. Після масштабної програми реінтродукції, розпочатої в 1960-х роках, птах розмножився на Мауї, Кауаї та Молокаї. Протягом деякого часу всі популяції залежали від постійного випуску птахів у неволі, але випуски припинилися наприкінці 2000-х років. Популяції на островах Кауаї, Гаваї та Мауї тепер вважаються самопідтримуваними, хоча вони продовжують покладатися на контроль над хижаками та управління середовищем проживання. Популяція Молокаї ще не розмножується успішно, тому її виключено з цієї оцінки. У 2014 році одна пара природно загніздилася на Оаху. У 2018 році популяція оцінювалася в 3252 особини, у тому числі 1104 птахи на острові Гаваї (включаючи 598 птахів, переселених з Кауаї), 627 на Мауї, 37 на Молокаї, 1482 на Кауаї та 2 на Оаху.

## Спосіб життя
Птах трапляється в різних середовищах існування, включаючи поля, пасовища, лавові поля, високогірні луки та чагарники. Оптимальним середовищем існування під час сезонів розмноження та линьки є низинні луки, в тому числі екзотичні луки, де є велика кількість білкової їжі, що прилягають до природних чагарникових ділянок гніздування. У період нерозмноження віддає перевагу субальпійським чагарникам. Вид, ймовірно, спочатку був висотним мігрантом, гніздячись в основному в підвітряних низовинах нижче 700 м і переміщаючись у гірські місця проживання вище 900 м у сезон розмноження. Зараз у деяких відновлених популяціях спостерігаються сезонні переміщення. Хоча цей вид є поганим літуном, він здатний літати між островами, і було кілька записів про польоти особин між Мауї та Гаваями. Харчується багатьма рослинами. Розмножується з серпня по квітень, причому більшість яєць вилуплюється в грудні та січні.